# Bütgenbach
Bütgenbach (in francese Butgenbach, in vallone Bûtba) è un comune della Comunità germanofona del Belgio e costituisce uno dei 9 comuni di lingua tedesca facenti parte della regione della Vallonia.
Bütgenbach fa parte dei Cantoni dell'Est che sono stati uniti al Belgio attraverso il Trattato di Versailles. Il comune si estende per 9731 ettari e conta al 1º gennaio 2006 5572 abitanti. La località è conosciuta per il suo lago sul fiume Warche, ma anche per la presenza, sul suo territorio, del campo militare di Elsenborn.

## Località
Butgenbach, Berg, Küchelscheid, Leykaul, Elsenborn, Nidrum e Weywertz (Wevercé)

## Economia

### Turismo
Bütgenbach
- Il lago di Bütgenbach con le sue numerose possibilità di sporti nautici, campeggio e la zona turistica di Worriken.
- La chiesa di Santo Stefano a Bütgenbach risale al 1932 e comprende le fonti battesimali delXV secolo della precedente chiesa, oggi distrutta.
- Il "Bütgenbacher Hof", vecchia fattoria medievale trasformata in casa di riposo.
- Le rovine del vecchio castello di Bütgenbach si trovano nelle vicinanze della diga sul lago.
- Il convento delle carmelitane, nel luogo definito "Domaine", cappella di stile moderno (anni 80).

Weywertz
- La chiesa di San Michele a Weywertz (1959, stile neoromanico). La torre della vecchia chiesa fu incorporata al nuovo edificio.
- Il vecchio tiglio della piazza della chiesa (più di 200 anni di età).
- Il vecchio mulino di Weywertz-Brückberg.

Elsenborn
- Il campo militare di Elsenborn, i suoi campi da tiro e la sua cappella in stile neoromanico (anni 1950, dello stesso architetto della chiesa di Plombières).
- Chiesa di San Bartolomeo (1834).

Nidrum
- Chiesa dei Re Magi. La torre et la navata sono di stile neogotico, la parte centrale è di stile moderno, ricostruita dopo la Seconda Guerra Mondiale.

Berg bei Bütgenbach
- Chiesa di Santa Odilia (anni 1950).
- Fontana di Santa Odilia, vicino alla diga sul lago.

Leykaul-Küchelscheid
- Croce della torbiera (vicino a Kalterherberg)